# Homogén koordináták
Az olyan koordináta-rendszereket nevezik homogénnek, amelyekben a pontot azonosító rendezett pár (hármas, négyes stb.) elemeit egy nullától különböző számmal megszorozva ugyanazt a pontot azonosító párt (hármast, négyest…) kapjuk.
{\displaystyle (x_{0},x_{1})=(\mu \cdot x_{0},\mu \cdot x_{1})}
A homogén koordináták igazi jelentőségét az adja, hogy használatukkal az ideális térelemek (pont, egyenes, sík) is megadhatók.

## Fontosabb típusok
- Projektív koordináták.
- Súlyponti (baricentrikus) koordináták.
- Plücker-féle derékszögű homogén koordináták.

A projektív koordináta-rendszer az általános, a többi ennek speciális esete. (A magyar geometria tankönyvek egy része a nemzetközi terminológiával nem lévén összhangban, a Plücker-féle koordinátákat és csak ezeket nevezik homogénnek! )

## Az egyenes (1D-tér) projektív koordinátái
A projektív rendszert az egyenesen kívüli pontból induló két bázis-vektorral - {\displaystyle {\vec {a_{0}}},{\vec {a_{1}}}} - adjuk meg. A két bázis egy tetszőleges lineáris kombinációja egy olyan {\displaystyle {\vec {p}}=x_{0}{\vec {a_{0}}}+x_{1}{\vec {a_{1}}}} vektort ad meg, aminek egyenese az adott egyenest egy {\displaystyle P} pontban metszi.
Definíció: Az {\displaystyle [x_{0};x_{1}]} rendezett pár elemei a {\displaystyle P} pont koordinátái.
A definíció következménye: {\displaystyle [\mu x_{0};\mu x_{1}]=[x_{0};x_{1}]} , mert a {\displaystyle \mu } szorzó az {\displaystyle x_{0}{\vec {a_{0}}}} és az {\displaystyle x_{1}{\vec {a_{1}}}} vektor-komponenseket és ezzel a {\displaystyle {\vec {p}}} eredőt arányosan nyújtja meg. A vektor egyenese nem változik, ugyanazt a {\displaystyle P} pontot jelöli ki.
Súlyponti koordinátákat akkor kapunk, ha a bázisvektorok „végpontja” az egyenesre esik.
Az egyenes Plücker-féle koordinátáit az egyenesre merőleges és párhuzamos, egyenlő hosszúságú bázis-pár szolgáltatja.
Egységpont: A bázis-vektorok összege olyan pontot jelöl ki, melynek koordinátái
{\displaystyle E[1;1]=[\mu ;\mu ]}
A koordináta-rendszer az egyenes három (különböző) pontjának kijelölésével egyértelműen megadható:
- {\displaystyle R=\{A_{0},A_{1},E\}} .

## A sík (2D-tér) projektív koordinátái
Az egyeneshez hasonlóan a sík koordináta-bázisát is egy külső pontból indítjuk. A különbség csupán a dimenzióban van. A síkbeli {\displaystyle P} pontot a bázis lineáris kombinációjával adott {\displaystyle {\vec {p}}=x_{0}{\vec {a_{0}}}+x_{1}{\vec {a_{1}}}+x_{2}{\vec {a_{2}}}} eredő-vektor egyenese döfi ki. A pontkoordináták eszerint:
- {\displaystyle P[\mu x_{0};\mu x_{1};\mu x_{2}]}.

A bázistól függetlenül is (anélkül, hogy a síkból kilépnénk) megadható a koordináta-rendszer a három alappont és az egységpont kitűzésével: {\displaystyle R=\{A_{0},A_{1},A_{2},E\}}.
(Kikötés: A négy pont hármasával nem eshet egy egyenesbe!)
A súlyponti és a derékszögű homogén (az ábrán) koordináták ugyanúgy adódnak, mint az egyenesnél.

## A 3D-tér projektív koordinátái
A térben a koordináta-rendszert a négy alappontjával (tetraéder) és az egységponttal tűzhetjük ki:
- {\displaystyle R=\{A_{0},A_{1},A_{2},A_{3},E\}}.

A súlyponti rendszer egységpontját az alaptetraéder geometriai súlypontjában kell felvenni. A térbeli Plücker-féle rendszer alappontjai és egységpontja a Descartes-rendszerével esnek egybe.

## Rácspontok
Az egyenes projektív rácspontjai azok, amelyeknek koordinátáinak hányadosa egész szám.
Mivel a hányados (arány) nem kommutatív, kétféle rácspont-sorozatot kapunk. Az egyik az
{\displaystyle ...,[1;-1],[1;0],[1;1],[1;2],[1;3],...}
A másik a reciprok rácsok sorozata
{\displaystyle ...,[-1;1],[0;1],[1;1],[2;1],[3;1],...}
A (piros) projektív skála rácspontjai megfelelnek egy centrálisan vetített (kék) számegyenes rácspontjainak. A sík projektív rácspontjai és a rácsvonalak alkotják a Möbius-féle hálót, mely a perspektivikus térábrázolásban játszik szerepet.